# Ebenezer Rhodes
 (mai 2023).
Ebenezer Rhodes (1762–1839) est un topographe, éditeur, maître coutelier et artiste anglais. Il est un éminent historien du Derbyshire.

## Biographie
Né à Masbrough près de Rotherham, en 1762, il fait ses études à la Dinnington School, avant de faire un apprentissage de sept ans dans le commerce de la coutellerie à partir de 1777, malgré un fort intérêt pour la lecture et le théâtre. Il devient associé principal de David Champion, une entreprise de fabrication de ciseaux, à laquelle des rasoirs sont ajoutés plus tard.
Rhodes est élu en 1808 à la tête de la Company of Cutlers dans le Hallamshire et devient maître coutelier. En août, les membres remettent à leur président une coupe d'or en reconnaissance de ses services publics dans la création de l'institution.
Rhodes commence à s'associer à des sociétés de débat, l'une s'appelant la Société des amis de la littérature, qui se réunit dans une maison publique à Sheffield. Rhodes est un orateur remarquable et un homme politique jacobin. Les groupes comprennent également le Rév. John Pye Smith, un théologien, et James Montgomery, un poète chrétien et philanthrope. Les groupes sont soupçonnés de sédition et proscrits.

## Peintre de paysage
Rhodes fait de nombreuses excursions avec James Montgomery, à Monsal Dale, Millers Dale et d'autres parties du Derbyshire. Il passe des jours à dessiner à Dovedale avec son collègue artiste Thomas Christopher Hofland.
En 1818, Rhodes publie la première partie d'une édition in-folio de son Peak Scenery, or the Derbyshire Tourist, dédié au duc de Devonshire et illustré par Francis Leggatt Chantrey. Il publie ensuite la première partie de Yorkshire Scenery, mais d'autres parties ne sont jamais publiées. En 1837, Rhodes publie un petit Derbyshire Tourist's Guide and Travelling Companion. Tous ses livres provoquent des pertes financières, mais son Peak Scenery reste un ouvrage standard. En dehors de ces entreprises, il se tourne vers le journalisme et édite pendant plusieurs années le Sheffield Independent.

## Faillite
Entre-temps, son entreprise périclite et il fait faillite. Un fonds est levé pour le soutenir, auquel Montgomery souscrit 100 £, tandis que Chantrey donne à Rhodes 50 £ par an. Par la suite, il gagne encore un petit revenu en préparant des plaques d'acier pour les graveurs par un nouveau procédé. Il meurt pauvre, le 16 décembre 1839, à son domicile de Victoria Street, Sheffield.

## Ouvrages
- Essay on the Manufacture, Choice and Management of a Razor, par E Rhodes Cutler, Sheffield, 1809
- Peak Scenery, or the Derbyshire Tourist dédié au duc de Devonshire et illustré par FLChantrey, 1824
- Yorkshire Scenery, Partie 1, Londres, 1826
- Derbyshire Tourist's Guide and Travelling Companion, 1837
- The Poets of Yorkshire (Rhodes est inclus), par William Cartwright Newsam, 1845

## Sources
- ED Mackerness, "La récolte de l'échec: Ebenezer Rhodes (1762–1839)", Derbyshire Archaeological Journal, 101 (1981), pp. 107–18, (ISSN 0070-3788)